# 霍金斯 (亞利桑那州)
霍金斯（英語：Hawkins）是位於美國亞利桑那州亞瓦派縣的一個非建制地區。該地的面積和人口皆未知。

## 地理
霍金斯的座標為34°16′02″N 112°54′09″W / 34.26722°N 112.90250°W，而該地的平均海拔高度為992米（即3255英尺）。